# Emmanuel Levinas
Pour les articles homonymes, voir Levinas.
Ne pas confondre avec Michaël Levinas
Emmanuel Levinas, né le 30 décembre 1905 (12 janvier 1906 dans le calendrier grégorien) à Kaunas (Empire russe à l’époque, Lituanie aujourd'hui) et mort le 25 décembre 1995 à Clichy (Hauts-de-Seine), est un philosophe d'origine lituanienne naturalisé français en 1931.
Il a reçu dès son enfance une éducation juive traditionnelle, principalement axée sur la Torah. Plus tard, il a été introduit au Talmud par l'énigmatique « Monsieur Chouchani ». La Torah enseignée par Levinas est dérivée de ses leçons.
La philosophie de Levinas est centrée sur la question éthique et métaphysique d'autrui, caractérisé comme l'infini impossible à totaliser, puis comme l'au-delà de l'être, à l'instar du Bien platonicien, ou de l'idée cartésienne d'infini que la pensée ne peut contenir. Levinas étend ses recherches à la philosophie de l'histoire et à la phénoménologie. Il est également l'un des premiers à introduire en France la pensée de Husserl et celle de Heidegger.

## Biographie

### Jeunesse et études
Emmanuel Levinas naît à Kaunas, au sein de l'Empire Russe, le 30 décembre 1905 (12 janvier 1906 dans le calendrier grégorien). Ce territoire correspondant à la Lituanie actuelle. Il est le fils de Jehiel Levyne (Levinas) et de Déborah Gurvic. Il est l'aîné d'une fratrie de trois garçons ; ses frères s'appellent Boris (né en 1909) et Aminadab (né en 1913).
Son père est libraire et la famille parle yiddish, lituanien et russe. Un professeur particulier enseigne l'hébreu aux trois enfants, à partir de la lecture de la Bible hébraïque. Levinas est ainsi polyglotte dès l'enfance.
La guerre de 1914 pousse la famille à fuir vers Kharkov (Kharkiv en ukrainien), dans la région qui est aujourd'hui l'Ukraine. Elle y reste jusqu'en 1920. Il vit donc la révolution russe de 1917, à l'âge de onze ans. C'est à Kharkov qu'Emmanuel Levinas entre au lycée, malgré le numerus clausus permettant à seulement cinq enfants juifs d'y être admis. Il lit les grands écrivains russes, notamment Pouchkine, Lermontov, Tolstoï et Dostoïevski, mais aussi Shakespeare.
En 1923, Levinas se rend en France, à l'université de Strasbourg, pour suivre des études de philosophie. Il y reste jusqu'en 1927. Il est l'élève de Maurice Pradines, qui enseigne alors la philosophie générale, mais aussi de Charles Blondel, Maurice Halbwachs, Henri Carteron, et plus tard Martial Guéroult. Il rencontre Maurice Blanchot avec lequel il entretiendra une profonde amitié.
Il quitte en 1928 la France pour l'Allemagne. Il vit à Fribourg-en-Brisgau, où il est l'élève d'Edmund Husserl pendant deux semestres, puis de Martin Heidegger pendant un semestre. Il y fait l'apprentissage de la phénoménologie, à laquelle il avait été initié par Jean Héring. En 1929, il participe comme auditeur au deuxième cours universitaire de Davos, avec de nombreux autres intellectuels français et allemands. Il y assiste à la dispute de Davos entre Martin Heidegger et Ernst Cassirer.
Levinas retourne à l'université de Strasbourg pour soutenir sa thèse de doctorat de philosophie, appelée  Théorie de l'intuition dans la phénoménologie de Husserl (1930). Il s'établit alors à Paris, où il suit les cours de Léon Brunschvicg, ainsi que parfois ceux de Kojève sur Hegel. Le samedi soir, il assiste aux rencontres philosophiques organisées par Gabriel Marcel.

### Débuts professionnels et Seconde Guerre mondiale
Il obtient à sa demande la nationalité française en 1931. Il se marie l'année suivante à Raïssa (Marguerite) Lévi (1905-1994). De 1933 à 1939, il œuvre à l'Alliance israélite universelle (AIU). Les Levinas ont trois enfants : Eliane, décédée en bas âge, Simone Hansel (née Levinas), pédiatre, et le pianiste et compositeur Michaël Levinas.
Sous-officier de réserve, Levinas est mobilisé à la déclaration de guerre fin 1939, comme la plupart des hommes français de 20 à 48 ans, en tant qu'interprète de l'armée pour le russe. Neuf mois plus tard, à la victoire allemande, il est fait prisonnier de guerre, comme 1,8 million de ces soldats français. Ils seront ainsi déportés, pour toute la durée de la guerre, loin de la vie de l'Occupation en France, dans une centaine de stalags (camp ordinaire de prisonniers de guerre), ou oflags (pour les officiers), gérés par la Wehrmacht (et non par la SS comme pour les autres camps allemands). Les stalags et oflags sont situés loin à travers tous les pays du Reich (Allemagne, Pologne...).
Levinas est prisonnier à Rennes plusieurs mois dans un frontstalag, puis envoyé en Allemagne près de Hanovre où il reste cinq ans dans le Stalag XI-B de Fallingbostel, où sont rassemblés, comme prisonniers de guerre, environ 30 000 Français, des Belges et des Yougoslaves, puis des Soviétiques et des Polonais. Levinas y rédige l'essentiel de son livre De l'existence à l'existant, qui sera publié à Paris en 1947. En parallèle il y rédige aussi ses Carnets de captivité.
Sa femme et sa fille ont pu se réfugier pendant la guerre chez les sœurs de Saint-Vincent-de-Paul, près d’Orléans. Presque toute sa famille restée en Lituanie a été massacrée par les nazis pendant l'occupation allemande en 1941-1944.

### Retour à la vie civile et parcours professionnel
De retour de stalag en France, il trouve à Paris le soutien actif de membres de la communauté académique tel Jean Wahl, fondateur en 1947 du Collège philosophique (angl.), qui est aussi éditeur. Levinas se consacre désormais entièrement à la philosophie et à l'enseignement.
Il enseigne essentiellement à l' École normale israélite orientale (ENIO) de Paris, dont il devient le directeur, et comme professeur à l'université de Paris à partir de 1973. En effet, dès 1945, René Cassin le choisit pour prendre à Paris la direction de l'École normale israélite orientale, qui forme les enseignants de l’Alliance Israélite Universelle (AIU). C'est aussi son lieu de résidence. Il occupera cette fonction pendant 34 ans, tout en poursuivant sa réflexion philosophique et en professant à l’université. En 1945-1946, il est secrétaire de l'Alliance Israélite Universelle (AIU).
En 1947, il publie De l'existence à l'existant. Il participe régulièrement à des conférences au Collège Philosophique de Jean Wahl. À cette époque, il commence à étudier le Talmud sous la direction de M. Chouchani.
À partir de 1957, il donne des commentaires talmudiques, aux Colloques des intellectuels juifs de langue française, réunis dans les Lectures talmudiques et Nouvelles Lectures talmudiques. Malgré sa prédilection pour ce domaine, il ne se prétendra jamais « talmudiste », c'est-à-dire maître ès Talmud, mais « amateur, avec toute la connotation amoureuse du terme ».
En 1961, à l'incitation de Jean Wahl, il publie sa thèse d'État  Totalité et Infini.
De 1964 à 1975, Levinas mène une carrière universitaire. Celle-ci le conduira de l'université de Poitiers, par l'université Paris-Nanterre (1967), à l'université Paris-Sorbonne (1973) où il enseignera jusqu'en 1976, année de sa retraite.
Dans les années 1970 et 1980, à l'invitation de la communauté juive de Fribourg (Suisse), Levinas assure quelques cours à l'université de Fribourg (pensée juive, Husserl, exégèse de la Torah). En 1989, il reçoit le Prix Balzan pour la philosophie.
Emmanuel Levinas meurt le 25 décembre 1995 à l'hôpital Beaujon de Clichy, pendant la fête de Hanoucca. Il est enterré au cimetière parisien de Pantin-Bobigny.

## Fondements philosophiques

### L’ambition de Levinas
Jean-Luc Marion a soutenu que jusqu’à Levinas, « la philosophie avait toujours considéré l’éthique comme une conséquence et un dérivé de la philosophie première : la question de l’être et la connaissance du monde. Seul Levinas érige l’éthique en philosophie première ». En d'autres termes, Levinas propose une éthique de l'éthique, une philosophie première du sujet en tant qu’il est d’emblée sujet éthique. Il s'agit de « dire l’humain de l’homme ».

### La découverte de la phénoménologie allemande
La pensée de Levinas se rencontre au carrefour de la phénoménologie et de la philosophie existentielle. Elle questionne les fondements de l'ontologie pour présenter l'humanisme comme « lieu éthique » de la transcendance. Regard vers le passé (mémoire) et vers le futur, cette pensée arrache le sujet au sol sur lequel ce dernier pense reposer (transcendance) pour le « planter » de manière nouvelle dans une humanité qui ne cesse de se dédire tout au long de sa propre histoire (immanence).
Levinas a été profondément influencé par Edmund Husserl et Martin Heidegger, qu'il a rencontrés à l'université de Fribourg-en-Brisgau et dont il a introduit les œuvres en France. Il a notamment assuré la traduction des Méditations cartésiennes de Husserl. Son travail philosophique a également été marqué par la tradition juive, et par la condition juive elle-même, Levinas ayant été interné dans un camp de prisonniers de guerre juifs durant la Seconde Guerre mondiale.
Levinas reprend aussi la tradition platonicienne et néoplatonicienne, en quête de l'ineffable. Cela est particulièrement visible dans le livre Autrement qu'être ou au-delà de l'essence, dont le titre évoque déjà le Bien platonicien, décrit comme « au-delà de l'essence » dans La République. Dans Éthique et Infini, Levinas évoque le Phèdre de Platon comme l'un des « cinq plus beaux livres de l'histoire de la philosophie », aux côtés de la Critique de la raison pure (Kant), de la Phénoménologie de l'esprit (Hegel), de l'Essai sur les données immédiates de la conscience (Bergson), et enfin du livre de Heidegger intitulé Être et Temps.

### Expérience de la guerre
Dès 1934, Levinas publie « Quelques réflexions sur la philosophie de l'hitlérisme » dans la revue Esprit. Le philosophe évoquera rarement ses cinq années de captivité dans un stalag en Allemagne. Pourtant, il a été blessé jusque dans sa chair par l'antisémitisme, à la suite de la disparition de sa famille dans les camps. L'expérience de l'humiliation et de la souffrance inutile le conduisent à professer son judaïsme comme un humanisme. Pour lui, l'antisémitisme désigne la haine de l'autre homme. Son expérience repose sur un vécu chargé d'affects très divers, sur des faits traumatiques non nommés.
En partant de son expérience de la guerre et des camps de travail, Levinas « démonte » la philosophie de l'être et propose une philosophie de l'autre. Entre l'hitlérisme pressenti et l'impérieuse responsabilité d'enseigner aux générations futures le devoir de mémoire, Levinas s'efforce de porter sur l'histoire un regard sans haine ni ressentiment. Il n'a pas été à Auschwitz, toutefois il y a perdu toute sa famille. Pour lui, survivre ressemble à un privilège. Dans cet ajournement de la mort, le survivant Levinas fait l'étrange expérience d'une liberté qui se découvre responsable pour l'autre humain à l'infini.
À titre d'illustration de ce regard apaisé, ironique et érudit, Levinas écrira ainsi par exemple une brève fable théo-philosophique « Nom d'un chien ou le droit naturel » (que certains titrent « Bobby [le chien], dernier kantien de l'Allemagne nazie »), parue dans son recueil Difficile liberté (1963). Cette fable donne à la fois brièvement d'intéressants détails de sa vie en camp lors de son long internement en stalag en Allemagne, mais aussi rappelle son admiration pour Kant et pour l'universalisme qu'il professe dans le cadre de l'impératif catégorique. En effet Levinas présente le chien errant Bobby qui ne voyait dans ce kommando de prisonniers juifs étrangers en Allemagne nazie que des humains comme les autres et devint vite leur ami et mascotte, mais finit chassé par les gardiens du camp. Dans sa conclusion ironique et drôle, Levinas présente ce chien Bobby comme le « dernier kantien de l'Allemagne nazie, n'ayant pas le cerveau qu'il faut pour universaliser les maximes de ses pulsions... ».

### Dieu et la Shoah
La Shoah et les évènements de la Seconde guerre mondiale influencent fortement Levinas dans sa philosophie éthique. Au sortir de la guerre, Levinas travaille à déployer une éthique qui envisage la souffrance dans une perspective interhumaine, c'est-à-dire dans une non-indifférence des uns envers les autres. Cela lui permet de répondre à l'affirmation totalitaire de la haine et à l'enracinement de celle-ci jusqu'au plus profond de l'être qu'il a pu observer pendant la guerre.
Ainsi, chez Levinas, la notion de transcendance surgit d'une humanité souffrante. Elle évoque d'entrée de jeu l'athéisme, c'est-à-dire la condition d'un être séparé. Il ne s'agit ni de venir au secours du divin ni de le nier. Se rapporter à l'absolu en athée, c'est s'offrir au dialogue avec l'Autre et non pas le réduire à l'objet d'un discours. Ce faisant, Levinas ne cherche pas à présenter des preuves de l'existence de Dieu. Il indique comment se produit l'emphase de l'infini dans le fini. Ce n'est pas Dieu qui est recherché dans le prochain, c'est l'Autre qui interpelle et interroge la conscience à la fois à partir d'une dimension de hauteur et d'abaissement, dans la proximité — mais proximité qui est à la fois distance infinie de ce avec quoi je ne pourrai jamais former une totalité — du prochain et qui lui signifie sa dévotion à autrui.

### Esprit de l'époque
Dans les années 1970, le besoin est grand de se réapproprier l’individualité agissante. C’est la période de l'humanitaire, de la morale altruiste, voire de l’inflation éthique (« we are the world »). La responsabilité lévinassienne semble être un cadre théorique approprié à cette époque. Cependant, n’y a-t-il pas là un contresens complet ? La responsabilité lévinassienne est une détermination originaire du sujet, mais qui pourtant lui vient d'autrui, précédant les déterminations psychologiques ou sociologiques. La pensée de Levinas court alors le risque d’être détournée en idéologie. Ce qui est à penser pour Levinas, c'est que, quoi qu'il advienne, « je suis responsable de la responsabilité de l'autre », « Être soi, c'est toujours avoir une responsabilité de plus que tous les autres ». Et il ne se lassait pas de citer la phrase de Fiodor Dostoïevski : « Chacun est responsable de tout devant tous, et moi plus que tous les autres ».
L’éthique philosophique ne doit pas être confondue avec les « codes moraux » qui naissent ou s’amplifient dans les années 1980 : « éthiques » professionnelles (médicale, journalistique), déontologies parcellisées, contractualisme, (on a parlé d'une « valse des étiquettes »)… Cette multiplication provoque un relativisme conceptuel sur l'éthique qui n’a rien à voir avec la pensée de Levinas : il n’a pas pour ambition de fournir une théorie éthique au sens d’un code moral ou d’une morale prescriptive au sens kantien (on peut parfois entendre l’éthique comme la morale objectivée, fondée en raison, ce que fait Kant).

### Œuvres majeures
Ses deux œuvres majeures restent Totalité et Infini et Autrement qu'être. Le premier date de la fin de la période phénoménologique de Levinas. Néanmoins, l’« épiphanie du visage » excède d'emblée toute perspective phénoménologique dans la mesure où il s'agit d'emblée d'une rencontre éthique,. Autrement qu'être ou Au-delà de l’essence rompt avec le langage phénoménologique, à la suite des critiques de Derrida dans Violence et Métaphysique, et pose explicitement la question du tiers, condition de la société. (Alors que Totalité et Infini s'en tenait essentiellement à la rencontre par le sujet de l'autre homme.)

## Thèses philosophiques

### Le visage d'Autrui
Le « visage » est l'un des concepts majeurs de la philosophie lévinassienne. Il ne se ramène pas au visage physique, même s’il part d'une description phénoménologique de son aspect physique. Le visage, c'est la manière qu'a l'autre de m'aborder de face, à la fois suppliant et commandant impérieusement de le préserver. Le visage est porteur du premier et seul ordre adressé à moi : « Tu ne tueras point ». En ce sens, tout le corps et tout l'homme est visage.
Levinas pense le rapport à l'autre comme l’infini (ce qui déborde l'être). Le « visage », dans sa nudité, en est la trace. Le « visage » est une chose devenue concept : c’est ce qui vient oblitérer toute définition de l’Autre, toute finitisation. L’impossibilité de définir l’Autre le ramène à l’indéfini, au débordant, à l’infini au sens de Levinas.
« Dé-visager » quelqu’un, c’est détruire son visage en le décomposant, en le réduisant à un ensemble de qualités sensibles. Pour Levinas, le visage est nu, sans qualités, un « trou dans l'Être » (Sartre), ce qui fait penser à ce que Platon dit du bien au-delà de l'Être, idée que Levinas reprend souvent à son compte. Lorsque je suis confronté au visage, il me met en question. Je suis destitué, traumatisé, violenté. « L’éthique, c’est ce qui provoque un dérangement dans le sujet ».
Dans un texte célèbre, Levinas compare les trois « nudités », celles du paysage et celle du corps ne faisant jamais que renvoyer à la nudité du visage, la nudité par excellence, celle du visage qui se tourne vers moi et qui est « la nudité même » pour reprendre la formule propre de Levinas.
Ainsi, le registre « bien-pensant » de la morale bourgeoise ou de l’égalitarisme, celui de la charité, de l’altruisme, de la récrimination moralisante, n’est pas celui de Levinas car ces postures de charité confortent le sujet dans son identité, dans sa contenance subjective. Ma charité me fait du bien, alors que la relation éthique lévinassienne me bouleverse. Ainsi, le lieu du contresens à propos de Levinas est la morale. Comme l'écrit Levinas, « Il importe au plus haut point de savoir si l'on n'est pas dupe de la morale » (Totalité et infini: Préface).

### L'Infini
Pour Levinas, rencontrer l'Autre est avoir l'idée de l'infini telle que la définit René Descartes, c'est-à-dire (par définition) avoir la pensée de ce que l'on ne peut pas penser, avoir l'idée de ce dont on ne peut pas avoir idée, de désirer ce qui ne pourra jamais combler mon désir (car le rapport à l'Autre est désir et bonté). D'où cette étrange phrase de la première section de Totalité et Infini : « Le Désir métaphysique de l'absolument Autre est satisfait dans la mesure où il ne l'est pas. » « Le Désiré ne le comble pas, mais le creuse ».

### Ne pas être «dupe de la morale» et l'effraction du visage
Levinas réfléchit dans une perspective post-nietzschéenne : le nom de morale ne véhicule-t-il pas le simple reflet d’une culture ? Ne retrouverait-on pas, sous le nom de morale, une simple morale bourgeoise, une bien-pensance égoïste ?
« Dans le geste altruiste, quelque chose de ma liberté, de ma puissance, trouve à s’exercer ».
L’idée rousseauiste de « pitié naturelle », venant de l’identification à autrui souffrant, suggère que « l’humain de l’homme » tiendrait dans le partage de la détresse.
Au contraire, chez Levinas, on trouve un désespoir face à l’inhumanité de l’homme faisant face à l’humain, une rupture de la tradition humaniste.
Levinas, en tant que rescapé de la Shoah où périt toute sa famille, a intégré la « banalité du mal » de Arendt, question qui renvoie à la « radicalité du mal » kantienne (avant toute action sensible, il y a un mal radical qui forme terreau).
Ainsi, chez Levinas, il n’y a pas de rejet de l’inhumain hors de l’humain, pas d’« empire du mal ». Le mal est une charge à porter, indéfinissable, impossible à circonscrire, infinie.
Par conséquent, le propre de la responsabilité face à ce mal est aussi d’être infinie, au sens où l’on n'en a jamais fini avec elle. « Plus je suis juste, plus je suis injuste ».
La sympathie n’est donc pas pour Levinas une affection naturelle, sur laquelle on peut fonder une morale du sentiment, elle est au contraire « contre nature ». La morale n'est jamais chez Levinas morale de la sympathie comme chez Schopenhauer ou chez Max Scheler : au contraire, la morale s'enracine chez lui dans une incommensurabilité absolue entre moi et l'autre homme. Agir moralement, ce n'est pas se mettre à la place de l'autre ou agir comme on aurait voulu qu'il fît à notre égard.
L’éthique pour Levinas est ce qui est en moi, mais ne vient pas de moi.
De moi-même, je persévère dans mon être, dans mon « inter-essement » ou conatus essendi (Spinoza). Quelque chose d’étranger vient rompre cette spontanéité, me « des-inter-esser », me couper entre moi et moi. C’est la figure de la « défection de l’être », du visage de l’autre. C’est le « visage » de l’autre qui fait effraction dans mon être et rompt ma tranquillité, interroge mon droit à persévérer dans mon être et à user du monde comme s'il était mien. La source de la morale, est le « qu'allais-tu faire ? » que je déchiffre sur le visage d'autrui.

### La responsabilité
Chez Levinas, la responsabilité est une responsabilité pour autrui : il s'agit de répondre devant l'autre des souffrances, des fautes, de l'autre. Il n'est toutefois pas possible d'endosser ma responsabilité pour les actes commis par autrui. Je suis responsable de l'autre comme une « responsabilité d'otage » : ce n'est pas un choix libre.

### La substitution
La substitution désigne l'action par laquelle Soi prend en charge les souffrances et les fautes de l'autre. Le moi est ainsi « le portant, le souffrant ». Cette substitution n'est pas le fait de la volonté : le soi dépend de l'autre sans l'avoir voulu. Le soi subit le siège de l'autre. La substitution n'est donc pas une sorte de bienveillance de l'un vers l'autre. La substitution n'est par conséquent ni sympathie, ni compassion.

### La trace
Levinas utilise le concept de trace dans un sens très différent de son sens commun. L'Infini s'annonce dans le monde phénoménal par la trace ; le mot permet de désigner ce qui s'annonce mais qui n'a jamais été présent et ne le sera jamais. L'Infini est précisément ce qui refuse d'apparaître mais est en contact avec le visible et l'apparaître. Le visage se grave dans le visible comme trace, c'est une apparition qui bouleverse les structures de tout apparaître.

### Le commandement
Le commandement est l'un des concepts fondamentaux de l'éthique lévinassienne. Il ne s'agit pas des commandements bibliques, ni de l'impératif catégorique de Kant. Le commandement est une « obligation pour autrui », un « pour-l'autre », qui est reconnaissance de l'Autre. C'est une injonction de se sacrifier pour autrui (se substituer à lui). Ce commandement fait que l'Infini m'atteint et me bouleverse. Ce commandement n'est pas basé sur la liberté de l'être humain.

### La guerre et la paix
Le concept de la guerre revient sous la plume de Levinas. Elle est définie comme une « violence imposée à l'être libre », qui se traduit par une mécanique de forces. Il s'agit d'un effacement du visage des autres : dans la guerre, chacun se rapporte à l'autre comme une force se rapporte à une autre. La guerre est totalité, car elle engage les hommes totalement : elle les mobilise comme forces.
La paix n'est pas définie négativement comme la simple suspension provisoire de la guerre. La paix est, radicalement, une ouverture sur une dimension où la soumission de l'autre (l'hostilité) n'est pas incontournable.

### La destitution de l’ontologie
« L’être, c’est le mal » comme écrit Levinas dans Le temps et l'autre (1948), non sans ironie provocatrice. Cela renvoie bien sûr, entre autres, au mal nazi absolu dont a profondément souffert Levinas, mais aussi à la question de l'être, celle discutée dans Sein und Zeit (1927) de Martin Heidegger dont il suit brièvement l'enseignement en 1929, un livre qui a beaucoup marqué Levinas, et une discussion sur l'être ramassée par Levinas en termes synthétiques « Les choses sont, l’humain existe ».
Pour Levinas, Heidegger, à la fois et aussi incontestablement, fut le plus grand philosophe du XXe siècle et il eut sa carte au parti nazi. Jean-Luc Marion précise à ce sujet, rapportant les propos de Levinas : « Cette insupportable contradiction, me dit-il un jour, caractérise précisément notre temps […]. La raison nous devient l’irrationnel même et cette contradiction de la raison par elle-même se marque dans les engagements politiques aberrants que peuvent avoir même (et surtout) les plus grands intellectuels. Heidegger ne fut malheureusement pas le seul ».
Dominique Janicaud, historien de la philosophie, écrit dans "Heidegger en France" (2001) que, concernant Heidegger, « En fait, [Levinas] ne cessera d'osciller jusqu'à la fin de sa vie entre l'hommage nuancé et la critique dévastatrice. ». Jean Greisch rapporte pour sa part cette conversation privée avec Levinas : « J’entends encore, comme si c’était aujourd’hui, Levinas me faire part de son étonnement que des penseurs aient pu imaginer que l’étonnement devant le fait que quelque chose soit plutôt que rien, était le point de départ radical de la métaphysique. Puis il ajoutait qu’à ses yeux, le fait que sur une terre aussi cruelle que la nôtre, quelque chose comme le miracle de la bonté ait pu apparaître, était infiniment plus digne d’étonnement. »
Dans un colloque au CIP sur Heidegger, en 1987, Levinas présente, en introduction de son discours, de manière plus étoffée et fort claire son interrogation concernant ce verbe « être-là », cette « aventure d'être », et la réponse contradictoire qu'il propose, tournée vers l'autre, la paix, l'indépendance, l'art, les valeurs éthiques, contredisant ainsi la vision heideggérienne d'un Da-sein inaltérable, qui dédaigne, au nom de l'authenticité, l'échange et l'altérité, et impose sa volonté « de race et d'épée ».
Dans Autrement qu'être ou Au-delà de l'essence (1974), Levinas précise son opposition à la philosophie heideggérienne, selon Éric Marty, notamment dans cette affirmation : « Rien n’est plus étrange ni plus étranger que l’autre homme et c’est dans la clarté de l’utopie que se montre l’homme. Hors de tout enracinement et de toute domiciliation ; apatridie comme authencité ».
Rapporter un sujet (exclusivement) à son être est une possibilité d’inhumanité, alors que la subjectivité réellement humaine est traversée par le visage. « Le sujet est structuré comme autre dans le même. »(Levinas)
Pour se déprendre de la philosophie heideggerienne, il opère un geste qu'on pourrait qualifier de transgression, délogeant l'ontologie et installant, à la place, « l'éthique comme philosophie première » ; rompant aussi, plus lointainement, avec toute une tradition philosophique remontant à Aristote et qui assimile la métaphysique avec la « philosophie première ».
Cette conception de l'altérité contredit la philosophie occidentale, fondée sur une ontologie, en ce que l’« autre » ne se laisse pas penser comme être. « Autrement qu’être, et non être autrement. »(Levinas),. Le visage est ce qui m’empêche d’exister naturellement, et « l’humain de l’homme » consiste précisément en ce régime de défection de soi. L’inhumain consisterait au contraire dans le perpétuel intéressement du sujet. L’inhumain consiste alors en l’identité « sujet=être ».

### Le problème éthique/justice
Il y a donc chez Levinas une désubjectivisation du sujet par le visage : le sujet est altéré dès le départ, de manière pré-originaire.
Les effets pratiques de l’éthique lévinassienne portent en particulier sur la politique, même si celle-ci n’a pas été travaillée par Levinas en tant que telle.
Les deux concepts clefs pour les questions de type politique sont : la « justice » et le « tiers ».
La justice apparaît ainsi comme une « éthique de l’éthique » : la défection du sujet face au visage montre que la question éthique se joue dans le face à face, c'est-à-dire à deux, qu’en est-il alors des tiers[source secondaire nécessaire] ?
Dans la perspective de Lévinas, la responsabilité éthique est « première, avant toute identité et toute liberté, en tant qu’elle est d’emblée orientée impérativement vers l’autre ».
Sans visages, les tiers viennent faire valoir une revendication, une objection de l’éthique elle-même. Que devient alors le duo éthique, fondamentalement asymétrique et inégalitaire (le sujet n’a pas de visage) lors de l’irruption du tiers ?
Le rapport éthique est-il ruiné par les places interchangeables sur lesquelles se fonde la justice depuis Kant[source secondaire nécessaire] ?
Dans cette tension éthique/justice, l’égalité pose problème car la singularité du visage ne peut pas s’y faire valoir. L’incompatibilité de ces deux ordres hétérogènes est une des grandes questions posées au lecteur de Levinas.
La solution lévinassienne à ce problème est d’ordre diachronique, elle se passe par une série d’interruptions :
Toute politique porte le péril d’une tyrannie si elle est laissée à elle-même.
L’interruption justicielle du face à face doit elle-même être interrompue par le point de vue éthique.
Levinas donne l’image du tribunal[source secondaire nécessaire] :
- avant le jugement : éthique,
- pendant le jugement : égalité devant la loi,
- après le jugement : éthique à nouveau.

Ainsi en nous incitant à « comparer l'incomparable », Levinas ouvre une tension féconde et indépassable entre éthique et philosophie politique. C'est notamment à partir de cette tension levinassienne que le philosophe Miguel Abensour a alimenté une reproblématisation de la question de l'utopie. C'est aussi dans ce sillage levinassien que le sociologue engagé Philippe Corcuff a proposé le terme paradoxal de « social-démocratie libertaire » afin de nommer une philosophie politique émancipatrice ajustée à la galaxie altermondialiste.

### Levinas et la politique
S'il n'y a pas dans l'œuvre de Levinas une pensée politique systématique, il serait profondément erroné de croire que la politique, au sens philosophique, serait absente de l'horizon de sa pensée. À cet égard une affirmation est constante sous sa plume : celle de la subordination de la politique à l'éthique : « la politique doit pouvoir toujours être contrôlée et critiquée à partir de l'éthique ». Ce qui éveille son inquiétude, c'est la « domination de la totalité » qui, toujours, prend le pas sur l'ouverture à l'infini. Compte tenu de son expérience personnelle, il faut considérer les très nombreux passages qu'il consacre à la guerre comme parlant des « vraies » guerres, des guerres de l'histoire, même s'il prend ce phénomène toujours à son point le plus initial, à son origine la plus radicale, à l'état naissant[source secondaire nécessaire].

### Levinas et Israël
Les textes politiques de Levinas sont toujours à comprendre en référence à l'État d'Israël. À ce titre, À l'heure des Nations est à comprendre comme un ouvrage politique, au sens le plus profond, le plus philosophique et le plus lévinassien du terme. Si Levinas salue, dans la laïcité, le processus qui a le plus contribué à l'émancipation des juifs d'Europe, il relève en même temps dans les institutions de la laïcité « une part d'utopie » qui l'apparente malgré elle à un phénomène religieux.
S'il situe la création de l'État d'Israël dans le contexte de la défaite de l'hitlérisme et des mandats de l'ONU, il n'y voit pas moins un phénomène dont la signification profonde est religieuse, mais pas dans le sens dans lequel on l'entend habituellement. « Ce n'est pas parce que la Terre sainte prend la forme d'un État qu'elle rapproche du Règne messianique. Mais c'est parce que les hommes qui l'habitent entendent résister aux tentations de la politique. » Levinas se situe aux antipodes de ceux qui pensent qu'Israël doit devenir un État « comme les autres ». Pour lui, cet événement religieux qu'est la création de l'État d'Israël ne vaut que comme bouleversement et « subversion de la politique ».
Levinas n'adhère pas, purement et simplement, à la philosophique politique du sionisme : « Levinas fut un ami d’Israël, écrit Bernard-Henri Lévy. Il n’a cessé, sa vie durant, de dire son émerveillement face à la « noble aventure », au « risque de chaque jour », que fut la construction de l’État juif. Mais il ne fut pas pour autant, à proprement parler, « sioniste ». Il ne crut jamais que l’enracinement dans une terre, et dans la forme canonique d’un État, fût la seule façon, pour le judaïsme, d’accomplir son destin au XXe siècle. Il n’accepta jamais l’idée, autrement dit, qu’un retour en Terre sainte puisse et doive effacer l’autre tradition liée, dans la mémoire juive, à l’expérience millénaire de l’exil. Jérusalem, expliquait-il, est une idée autant qu’une ville. C’est une région de l’être autant que du monde, une catégorie de l’âme autant que la belle couronne, sertie dans la montagne, qui sert de capitale à une nation. Manière d’exhorter à plus d’humilité les amants de la pierre et du lieu ».

## Postérité

### Débats

#### Visage et sociologie
Le visage levinassien a pu être extrait de son cadre proprement philosophique et réintégré au sein d'une sociologie de l'action ordinaire, afin d'appréhender une des modalités de nos expériences quotidiennes, ce que le sociologue Philippe Corcuff et la philosophe Natalie Depraz ont appelé « l'interpellation éthique dans le face-à-face » en vue d'enquêtes empiriques à l'hôpital, à l'ANPE et dans les caisses d'allocations familiales.

#### Visage et conflit israélo-palestinien
Tout en portant un regard favorable sur le sionisme et la création de l’État d’Israël, Emmanuel Levinas semble s’être dans l'ensemble désintéressé de la question palestinienne qui en est la conséquence. Dans un ouvrage publié en 2012, la philosophe américaine Judith Butler, professeure à l'université de Berkeley, est revenue sur des propos d'Emmanuel Levinas tenus en 1982 au cours d’un débat sur le thème « Israël et l’éthique juive » : « Bien sûr, il [Levinas] a déclaré dans un entretien que le Palestinien n’avait pas de visage… » Bruno Chaouat, universitaire aux États-Unis, a alors accusé Judith Butler d'effectuer un contresens et de trahir la pensée de Levinas. Elle a ensuite répondu en indiquant qu'elle reprochait à Levinas de restreindre l'usage de sa notion de visage au domaine éthique et d'effectuer ainsi une dissociation trop forte entre le domaine éthique et le domaine politique (« Je tends à étendre sa notion de « visage » plus avant dans le domaine de la politique et ainsi à ne pas tracer de ligne entre l’éthique et le politique de la manière dont il le fait parfois »).
Cependant, si Levinas s'est dans l'ensemble désintéressé des Palestiniens, il s'est démarqué de cette attitude à plusieurs reprises notamment en 1967 dans un débat avec André Néher au cours du Colloque des Intellectuels juifs de langue française.

#### Responsabilité infinie
Paul Ricœur, quoique lecteur attentif de Levinas, critique chez lui la notion de « responsabilité infinie », arguant qu'une responsabilité infinie « devient comme nulle » et rend en quelque sorte impossible le fonctionnement normal de la justice humaine qui suppose que soit trouvée la juste distance entre la victime et le coupable, et que chacun soit mis à sa place.

### Influence
Levinas a marqué la philosophie de la fin du XXe siècle. Par ses œuvres, il est présent dans de nombreux débats contemporains, comme s’il les avait anticipés. Sa pensée a paru s’incarner dans une époque (les années 1990), à tel point que la référence à Levinas a fini par valoir par elle-même. Le registre, l’espace culturel dans lesquels la référence à Levinas s’est imposée est celui de l’éthique.
Pendant les Trente Glorieuses, les grands débats sont marqués par le marxisme. Levinas, alors en pleine activité, n’est pas à la mode, ce qui ne signifie pas que ce dernier ne soit pas attentif à la pensée de son époque. L’attention de la pensée marxiste à l’histoire et la subordination de l’individu au projet politique relèvent de ce que Levinas appelle « la totalité », (cf. « la mort du sujet » ; lequel est un montage du discours pour Lacan, Barthes, Foucault, Lévi-Strauss). Le retour de la subjectivité au cours de la récession des années 1970 rend possible l’attention à Levinas.
Levinas a toutefois influencé un grand nombre de philosophes contemporains, Jean-Luc Marion, en particulier :
« Certains philosophes comptent, parce qu’ils proposent de nouvelles réponses à des questions déjà connues et discutées. Et c’est déjà beaucoup. Mais, comme Bergson, Levinas a rang de philosophe essentiel, car il a, lui, formulé des questions que personne avant lui n’avait vues, ni dites. Sans lui, nous ne penserions pas comme nous pensons désormais. Il dit clairement que la question de l’être pourrait ne pas constituer la première question de la philosophie : « Dieu ne se définit donc pas par l’Être ». C’est d’ailleurs ce qui nous a rapprochés, alors que je commençais à envisager « Dieu sans l’être ». Et cette rencontre a fondé notre relation, de 1977 à sa mort », explique Marion.
Cette influence, Levinas l’exerce auprès d’une nouvelle génération de philosophes qui se situent dans le mouvement de la philosophie juive, de près ou de loin : Michaël Bar Zvi, Jacques Derrida, Alain Finkielkraut, Benny Lévy, Bernard-Henri Lévy, Jean-Claude Milner, Marc-Alain Ouaknin, Gérard Bensussan, Joseph Cohen, Catherine Chalier, René Lévy, Jean-Michel Salanskis, Joëlle Hansel, etc.
« C’est en lisant Levinas, dans l’émerveillement de la découverte de Difficile liberté et de Dieu qui vient à l’idée, que nombre d’hommes et de femmes de ma génération se sont concrètement souvenus de cette allégeance sans âge qu’impliquait le fait d’« être juif », écrit Bernard-Henri Lévy. Quand on avait vingt ans en 1968, il y avait deux voies — en fait, deux modèles — pour sortir du judaïsme douloureux, victimaire, que nous avait légué l’après-guerre. Un maître à vivre : Albert Cohen — et son judaïsme solaire. Un maître à penser : Emmanuel Levinas — et son judaïsme positif, discutant d’égal à égal avec la pensée chrétienne ».
Le champ de l’influence de Levinas ne se limite pas, pour autant, au mouvement de la philosophe juive. Venus d’autres horizons, Miguel Abensour, Françoise Armengaud, Luc Brisson, Jean-François Courtine, Michel Deguy, Natalie Depraz, Monique Dixsaut, Elisabeth de Fontenay, Didier Franck, Robert Legros, Jean-Luc Marion, Éric Marty, Jean-Luc Nancy, Philippe Nemo, Michel Onfray, Michaël de Saint-Cheron, Bernard Stiegler, Jacques Taminiaux, etc., lui portent la même attention.
L'Institut d'études lévinassiennes, dirigé par René Lévy, organise régulièrement des séminaires qui rassemblent des philosophes de toutes tendances autour de l’œuvre de Levinas. L’Institut publie les Cahiers d'études lévinassiennes.

## Œuvres
Le conflit qui oppose le fils et la fille de Levinas sur le droit moral à l'égard de certaines œuvres empêche la publication de plusieurs volumes de textes inédits.

### Principales œuvres
Pour la bibliographie complète, voir ici.
- Théorie de l’intuition dans la phénoménologie de Husserl, 1930, (nouvelle édition Vrin, Paris, 2000)
- De l'évasion [1935], Montpellier, Fata Morgana, 1982
- De l'existence à l'existant, Paris, Fontaine, 1947 (rééd. J. Vrin, 1978, nouvelle édition, 1993)
- En découvrant l'existence avec Husserl et Heidegger, [1949], Paris, J. Vrin, nouvelle édition aug. 1967, 3e édition 1974
- Totalité et Infini : Essai sur l’extériorité, Le Livre de Poche, 1991 (1re éd. 1961) (ISBN 9782253053514)
- Quatre lectures talmudiques, Paris, Minuit, 1968, nouvelle édition in coll. « Critique », 1976
- Difficile liberté, Paris, Albin Michel, coll. « Présence du judaïsme », nouvelle édition aug. 1976, 3e édit. 1983, 4e édition 1995, 5e édition 2006
- Sur Maurice Blanchot, Fata Morgana, coll. « Essais », 1976, nouvelle édition 1995
- Noms propres, Montpellier, Fata Morgana, 1976
- Du sacré au saint : cinq nouvelles lectures talmudiques, Paris Minuit, coll. « Critique », 1977
- Le Temps et l'Autre, Montpellier, Fata Morgana, 1980 - PUF, 2011
- L'Au-delà du verset : lectures et discours talmudiques, Paris, Minuit, coll. « Critique », 1982
- Éthique et Infini, (dialogues d'Emmanuel Levinas et Philippe Nemo), Paris, Fayard, coll. « L'Espace intérieur », 1982
- Difficile liberté, Paris, LGF, Le Livre de poche, coll. « Biblio-essais », 1984
- Transcendance et Intelligibilité, Genève, Labor et Fides, 1984, nouvelle édition 1996
- Noms propres, Paris, Le Livre de poche, coll. « Biblio essais », 1987, 2014
- Hors sujet, Montpellier, Fata Morgana, 1987
- À l'heure des nations, Paris, Minuit, coll. « Critique », 1988
- Autrement qu'être ou Au-delà de l'essence, Paris, LGF, Le Livre de poche, coll. « Biblio-essais », 1990
- De Dieu qui vient à l'idée, Paris, J.Vrin, 2e édit. revue et aug. 1992
- La Mort et le Temps, Paris, LGF, Le Livre de poche, coll. « Biblio-essais », 1992
- Dieu, la mort et le temps, Paris, Grasset, 1993
- L'Intrigue de l'infini : textes réunis et présentés par Marie-Anne Lescourret, Paris, Flammarion, 1994
- Liberté et Commandement, Montpellier, Fata Morgana, coll. « Essais », 1994
- Altérité et transcendance, Montpellier, Fata Morgana, coll. « Essais », 1995
- Dieu, la mort et le temps, LGF, Le Livre de poche, coll. « Biblio-essais », 1995
- Nouvelles lectures talmudiques, Paris, Minuit, 1996
- De l'évasion, Paris, LGF, Le Livre de poche, coll. « Biblio-essais », 1998
- L'Éthique comme philosophie première, Paris, Rivages, coll. « Rivages poche », 1998
- Œuvres complètes aux éditions Grasset-IMEC :
  - Œuvres t. 1 : Carnets de captivité suivi de Écrits sur la captivité et Notes philosophiques diverses, Paris, Grasset-IMEC, 2009. Volume publié sous la responsabilité de Rodolphe Calin et de Catherine Chalier, préface de Jean-Luc Marion.
  - Œuvres t. 2 : Parole et silence et autres conférences inédites au Collège philosophique, Paris, Grasset-IMEC, 2011.
  - Œuvres t. 3 : Eros, littérature et philosophie, Paris, Grasset-IMEC, 2013.
  - Œuvres t. 4, Dossier Totalité et infini, Paris, Grasset-IMEC, 2024.

### Articles en ligne
- « Martin Heidegger et l’ontologie », Revue philosophique de la France et de l’étranger, no 5-6, mai-juin 1932 – lire en ligne sur Gallica
- « Quelques réflexions sur la philosophie de l’hitlérisme », Esprit, no 26, novembre 1934 –article Esprit
- « L’inspiration religieuse de l’Alliance », Paix et Droit, no 8, oct. 1935 – lire en ligne sur Gallica
- « L’Actualité de Maïmonide », Paix et Droit, no 4, avril 1935 – lire en ligne sur Gallica
- « L’essence spirituelle de l’antisémitisme d’après Jacques Maritain », Paix et Droit, no 5, mai 1938 – lire en ligne sur Gallica
- « À propos de la mort du pape Pie XI », Paix et Droit, no 3, mars 1939 – lire en ligne sur Gallica
- « Tout est-il vanité ? », Bulletin intérieur de l’Alliance israélite universelle, no 9, juillet 1946 – disponible sur Rachel
- « Être juif », Confluences, no 15-17, 1947 – disponible sur Gallica

### Études sur Emmanuel Levinas

#### Ouvrages
- Lucie Doublet, Emmanuel Levinas et l'héritage de Karl Marx. Sublime matérialisme, éditions Otrante, 2021.
- Sophie Nordmann, Levinas et la philosophie judéo-allemande, Vrin, coll. « Histoire de la philosophie », 2017, 180 p.  (ISBN 978-2-711627-23-3)
- Dan Arbib, La lucidité de l'éthique. Études sur Levinas, Paris, Hermann, 2014.
- Claver Boundja, Penser la paix avec Emmanuel Levinas. Histoire et eschatologie, Paris, Éditions L'Harmattan, 154 pages, 2009.
- Rodolphe Calin, Levinas et l'exception du soi, Paris, PUF, Épiméthée, 2005.
- Catherine Chalier, Levinas, l'utopie de l'humain, Éditions Albin Michel, 1997 ; Pour une morale au-delà du savoir - Kant et Levinas, Éditions Albin Michel, 1998 ; Figures du féminin - Lecture d'Emmanuel Levinas, Des Femmes, 2007.
- Cristian Ciocan, Georges Hansel, Levinas Concordance, Dordrecht, Springer, 2005, 950 pages,  (ISBN 978-1-4020-4124-2)
- Joseph Cohen, Alternances de la métaphysique. Essais sur Emmanuel Levinas, Éditions Galilée, 2009.
- Danielle Cohen-Levinas (dir.), Lire « Totalité et Infini » d'Emmanuel Levinas, Paris, Hermann, 2011, 200 p.  (ISBN 978-2-7056-8124-1).
- Jean-François Courtine, Levinas, la trame logique de l'être, Paris, Hermann, 2012, 249 p.
- Jutta Czapski : Verwundbarkeit in der Ethik von Emmanuel Levinas, Königshausen u. Neumann, Würzburg 2017,  (ISBN 3826061578)
- Jacques Derrida, Violence et métaphysique. Essai sur la pensée d'Emmanuel Levinas – lire en ligne sur Gallica, lire en ligne sur Gallica – (repris dans L'écriture et la différence, Seuil, Points Essais, 1967) ; Adieu à Emmanuel Levinas, Éditions Galilée, 1997.
- Dominic Desroches, Est-il possible de dire l'éthique de la proximité ? Contribution au dossier Kierkegaard-Levinas, Article dans : « PhaenEX - Journal of existential and phenomenological theory and culture » , 2009 (4), no 1, 112-145.
- Michel Dupuis (éd.), Levinas en contrastes. Préface de Paul Ricœur, Bruxelles, De Boeck, coll. "Le point philosophique", 1994.
- Michel Dupuis, Pronoms et visages. Lecture d'Emmanuel Levinas, Dordrecht/Boston/London, Kluwer, 1996.
- Marc Faessler, En découvrant la transcendance avec Emmanuel Levinas, Cahiers de la Revue de Théologie et de Philosophie (22), Lausanne, 2005.
- Didier Franck, L’un-pour-l’autre. Levinas et la signification, PUF, 2008.
- Gilles Hanus, L’un et l’universel. Lire Levinas avec Benny Lévy, Verdier, 2007 ; Échapper à la philosophie ? Lecture de Lévinas, Verdier, 2012.
- Paulette Kayser, Emmanuel Levinas, la trace du féminin, PUF, collection la philosophie aujourd'hui, 2000.
- Benny Lévy, Visage continu. La pensée du Retour chez Emmanuel Lévinas, Verdier, 1998 ; Être juif. Étude lévinassienne, Verdier, 2003 ; Levinas : Dieu et la philosophie, Verdier/poche, 2009.
- Jean-François Lyotard, Logique de Levinas, textes rassemblés, établis et présentés par Paul Audi, postface de Gérald Sfez, Lagrasse, Verdier, 2015.
- Salomon Malka, Levinas, la vie et la trace, Albin Michel, 2005.
- Raoul Moati, Événements nocturnes. Essai sur Totalité et Infini, Hermann, 2012.
- Marc-Alain Ouaknin, Méditations érotiques : Essai sur Emmanuel Levinas, Payot, 2003.
- Louis Pinto, La religion intellectuelle. Emmanuel Levinas, Hermann Cohen, Jules Lachelier, Paris, PUF, 2010.
- Fred Poché, Penser avec Arendt et Levinas, Lyon, Chronique sociale, 3e édition, 2009.
- Léonard Rosmarin, Emmanuel Levinas, humaniste de l'autre homme, L'Harmattan : Éditions du Gref, 1991,  (ISBN 978-0921916130).
- Michaël de Saint-Cheron, Entretiens avec Emmanuel Levinas, suivi de De la phénoménologie du visage à une philosophie de la rupture, Paris, Le Livre de poche, LGF, collection Biblio essais, nouvelle édition augmentée, 2010.
- Georges-Elia Sarfati, L'histoire à l'œuvre. Trois études sur Emmanuel Levinas, Paris, L'Harmattan, Col. "Judaïsme", 2010.
- Alexander Schnell, En face de l'extériorité. Levinas et la question de la subjectivité, Paris, Vrin, coll. « Bibliothèque d’Histoire de la Philosophie - Poche », 2010.
- Ernst Wolf, De L’Éthique à La Justice. Langage et politique dans la philosophie de Levinas, Phaenomenologica Volume 183, Springer, 2007.
- Raphael Zagury-Orly, Questionner encore, Paris, Galilée, 2011.

#### Dossiers
- La métaphysique d'Emmanuel Levinas, Noesis, no 3 | 2000. Sous la direction de Dominique Janicaud. Avec Jean-François Mattéi, David Banon, Jacques Rolland, Gérard Bensussan, Paul Olivier, Françoise Armengaud, Daniel Charles
- Emmanuel Levinas, The Journal of Jewish Thought and Philosophy. Volume 14, Numbers 1-2, 2006. Guest editor : Catherine Chalier. Contributions : M. Smith, R. Calin, S. Habib, R. Zagury-Orly, M. Leibovici, R. Gibbs, A. Aronowicz, M. Kavna, C. Chalier, E. Wolfson, O. Eisenstadt, C. E. Katz.
- Le souci de l'art chez Emmanuel Levinas, Paris, Éditions Manucius, 2010. Textes de : Emmanuel Levinas, Jean-Luc Marion, Rodolphe Calin, Olivier Soutet, Guy Petitdemange, Éric Marty, Pierre Brunel, Denis Guénoun, Bruno Clément, Joseph Cohen, Danielle Cohen-Levinas, Gilles Hanus, Orietta Ombrosi, Stéphane Habib, Raphael Zagury-Orly, Gérard Bensussan, Georges Molinié, Michel Deguy, Françoise Armengaud, Jean-Luc Nancy.
- A Century with Levinas. Notes on the Margins of his Legacy, Studia Phaenomenologica, no 6 | 2006. Sous la direction de Adina Bozga et Attila Szigeti. Avec Yasuhiko Murakami, Matthieu Dubost, Guillaume Fagniez, László Tengelyi, Fabio Ciaramelli, Richard A. Cohen, Alain Beaulieu, François-David Sebbah, John Drabinski
- Dossier "Emmanuel Levinas" in Les Temps Modernes, Paris, Gallimard, no. 665, juillet-octobre 2011. Textes de : Gérard Bensussan, Alain David, Joëlle Hansel, Jacob Rogozinski, Joseph Cohen-Stéphane Habib-Raphael Zagury-Orly.

Audiovisuel
"Levinas" DVD réalisé par Isy Morgensztern et David Hansel. La vie et l'oeuvre d'Emmanuel Levinas - 2 x 52' -  et des interviews de philosophes, ainsi que d'élèves 4h20. Editions Montparnasse